# ذي الريد (السدة)
ذي الريد هي إحدى قرى عزلة وادي الحبالي بمديرية السدة التابعة لمحافظة إب، بلغ تعداد سكانها 491 نسمة حسب تعداد اليمن لعام 2004.